# Bathylaimus profundus
Bathylaimus profundus är en rundmaskart som beskrevs av Nikolai Nikolaievich Filipjev 1927. Bathylaimus profundus ingår i släktet Bathylaimus och familjen Tripyloididae. Inga underarter finns listade i Catalogue of Life.